# ヤン・グロス
ヤン・トマシュ・グロス（Jan Tomasz Gross, 1947年12月8日 - ）はポーランド生まれのユダヤ系アメリカ人学者。プリンストン大学において戦争と社会の「Norman B. Tomlinson ’16 and ’48」教授と歴史学教授である。

## 履歴
ポーランドのワルシャワに生まれる。母はポーランドのレジスタンスである国内軍（Armia Krajowa, AK）の構成員。父はユダヤ系で、ポーランド社会党の党員。母はナチス・ドイツ占領下のポーランドで命を懸けて父を援助し、戦後に2人は結婚。ヤン・トマシュ・グロスはワルシャワ大学で物理学を専攻。
グロスは1968年学生運動の「三月事件」と呼ばれる反体制運動に他のワルシャワ大学の学生と共に参加。グロスは退学させられ、逮捕され5ヶ月間服役した。これに加え、ポーランド政府が「ユダヤ系の人々」に対して国外移住を許可したため、両親と共にアメリカに移住。1975年にイェール大学で社会学のPh.D.を取得、イェール大学、ニューヨーク大学、パリ大学で教鞭をとる。現在はアメリカ市民権を取得し、プリンストン大学で歴史を教えている。
グロスはポーランド共和国功労勲章を受章している。これはポーランドと他国の協力に特別な寄与を果たした外国人に与えられる勲章である。フルブライト・プログラム準研究員、ジョン・サイモン・グッゲンハイム記念財団研究員、ロックフェラー財団人権部門フェローである。

## 論争
グロスについては、イェドヴァブネ事件について書いた『Neighbors: The Destruction of the Jewish Community in Jedwabne, Poland』が最も有名。この本はナチス占領下のポーランド、イェドヴァブネ村のユダヤ人虐殺について検証したもの。この本の中でグロスは、それまで信じられてきたドイツ人の仕業でなく、ポーランド人によって虐殺が行われた経緯を詳述。グロスの主張はポーランドで物議を醸した。ポーランド国家記銘院によって調査が行われ、グロスの結論を大体において支持した。ただし犠牲者の数といったいくつかの点においてグロスとは結論を異にした。
グロスの最新の著書『アウシュヴィッツ後の反ユダヤ主義―ポーランドにおける虐殺事件を糾明する』は2006年にアメリカで刊行された、戦後ポーランドにおける反ユダヤ主義とユダヤ人に対する暴力を扱っている。このポーランド語版は2008年に発行され、メディアのさまざまな反応と、戦後ポーランドの反ユダヤ主義に関する広範な議論を呼んだ。歴史家のうちの幾人かはこれを歓迎した。全国紙の「選挙新聞（Gazeta Wyborcza）」をはじめとするいくつかのメディアもこれを歓迎した。他の新聞の中にはこの本を強く批判したものもあった。グロスが自らの結論につじつまを合わせるために詳細な調査をせずに断定していること、自分の意見に合わない史料をわざと無視していること、扱っている出来事の背景を省みないこと、データを歪曲して示していること（たとえば単なる交通事故の死者数を反ユダヤ主義的攻撃による死者数に含んでいるなど）、扇情的な表現を使っていること、戦後ポーランド社会を反ユダヤ主義的だと決めつけていることなどを歴史家は非難している。
しかし、グロスがこの本を出版したこと自体を非難する論調はポーランドにはほとんどない。多くの人が問題にしているのは歴史に対するグロスの解釈である。マレク・エデルマン（Marek Edelman）はワルシャワ・ゲットー・ユダヤ人蜂起の指導者のうち現在まで存命しているユダヤ系ポーランド人の1人であるが、「選挙新聞」紙とのインタビューで「戦後のユダヤ人に対する暴力の大半は反ユダヤ主義とは関係なかった。あれは単なる無法者の行為だった。」と述べている。

## 著書
本
- Gross, Jan Tomasz (1979). Polish Society Under German Occupation - Generalgouvernement, 1939-1944. Princeton, NJ: Princeton University Press.
- Gross, Jan Tomasz (1984). W czterdziestym nas matko na Sybir zesłali .... London: Aneks.
- Gross, Jan Tomasz (1988). Revolution from Abroad. The Soviet Conquest of Poland's Western Ukraine and Western Belorussia. Princeton, NJ: Princeton University Press. (reprint 2003)
- Gross, Jan Tomasz (1998). Upiorna dekada, 1939-1948. Trzy eseje o stereotypach na temat Żydów, Polaków, Niemców i komunistów. Kraków: Universitas.
- Gross, Jan Tomasz (1999). Studium zniewolenia: wybory październikowe 22 X 1939. Kraków: Universitas.
- Gross, Jan Tomasz (2000). The Politics of Retribution in Europe: World War II and Its Aftermath. Princeton, NJ: Princeton University Press.
- Gross, Jan Tomasz (2001). Neighbors: The Destruction of the Jewish Community in Jedwabne, Poland. Princeton, NJ: Princeton University Press. ISBN 0-14-200240-2.  Polish version of the book online
- Gross, Jan Tomasz (2003). Wokół Sąsiadów. Polemiki i wyjaśnienia (in Polish). Sejny: Pogranicze. ISBN 8386872489.
- Gross, Jan Tomasz (2006). Fear: Anti-Semitism in Poland After Auschwitz. Random House. ISBN 0-375-50924-0.  [邦訳：ヤン・T. グロス『アウシュヴィッツ後の反ユダヤ主義――ポーランドにおける虐殺事件を糾明する』染谷徹訳，白水社，2008年］

その他
- "Lato 1941 w Jedwabnem. Przyczynek do badan nad udzialem spolecznosci lokalnych w eksterminacji narodu zydowskiego w latach II wojny swiatowej," in Non-provincial Europe, Krzysztof Jasiewicz ed., Warszawa - London: Rytm, ISP PAN, 1999, pp. 1097-1103